# La Palma, Cundinamarca
La Palma là một khu tự quản thuộc tỉnh Cundinamarca, Colombia. Thủ phủ của khu tự quản La Palma đóng tại La Palma Khu tự quản La Palma có diện tích ki lô mét vuông. Đến thời điểm ngày 28 tháng 5 năm 2005, khu tự quản La Palma có dân số 14596 người.